# Rutaneblina pusilla
Rutaneblina pusilla là một loài thực vật có hoa trong họ Cửu lý hương. Loài này được Steyerm. & Luteyn miêu tả khoa học đầu tiên năm 1984.